# Lynne (Wisconsin)
Lynne es un pueblo ubicado en el condado de Oneida en el estado estadounidense de Wisconsin. En el Censo de 2010 tenía una población de 141 habitantes y una densidad poblacional de 0,75 personas por km².

## Geografía
Lynne se encuentra ubicado en las coordenadas 45°37′28″N 90°0′7″O / 45.62444, -90.00194. Según la Oficina del Censo de los Estados Unidos, Lynne tiene una superficie total de 186.83 km², de la cual 181.43 km² corresponden a tierra firme y (2.89%) 5.39 km² es agua.

## Demografía
Según el censo de 2010, había 141 personas residiendo en Lynne. La densidad de población era de 0,75 hab./km². De los 141 habitantes, Lynne estaba compuesto por el 99.29% blancos, el 0% eran afroamericanos, el 0% eran amerindios, el 0.71% eran asiáticos, el 0% eran isleños del Pacífico, el 0% eran de otras razas y el 0% pertenecían a dos o más razas. Del total de la población el 0% eran hispanos o latinos de cualquier raza.